# Famille de Barral
Pour les articles homonymes, voir Barral.
 (février 2013).
Si vous disposez d'ouvrages ou d'articles de référence ou si vous connaissez des sites web de qualité traitant du thème abordé ici, merci de compléter l'article en donnant les références utiles à sa vérifiabilité et en les liant à la section « Notes et références ».
La famille de Barral est une famille de la noblesse française subsistante.

## Historique

### Origines
La famille de Barral est originaire du Dauphiné.
Différentes sources rapportent ceci quant à son origine :
- Les titres établissent la filiation de la famille de Barral depuis Jean de Barral, né vers 1290, qui reçut en inféodation, conjointement avec son frère Guigues de Barral, de Henri, dauphin, régent du Dauphiné et de Guigues, dauphin du Viennois, droits de picot, de vingtain[1] et d'antivage sur les mines dont ces princes leur donnèrent l'albergement perpétuel, le 8 octobre 1323[2]. C'est par suite de cette inféodation que ce lignage se trouva en possession de la seigneurie d'Allevard, qu'il a conservée tout d'abord jusqu'en 1532. Une branche dite " de Saint-Aupre", issue de Gaspard de Barral, époux d'Hélène de Clermont Chaste de Geyssans, nièce d'Anet de Clermont Chaste, Grand-Maître de Malte, s'installe à nouveau au pays d'Allevard vers 1670. Elle donnera plusieurs maîtres de forges de grand renom[1],[3],[2].
- Gustave Chaix d'Est-Ange dans son ouvrage intitulé Dictionnaire des familles françaises anciennes ou notables à la fin du XIXe siècle rapporte que la famille de Barral appartenait à la très haute bourgeoisie de sa région dans la deuxième moitié du XVIe siècle avec pour premier auteur connu Louis Barral qui s'était marié en 1565. Il ajoute qu'il n'y a pas de preuve d'un éventuel rattachement avec une autre famille de même nom mentionnée en Graisivaudan qui était noble au Moyen Âge et qui s'est éteinte au XVIe siècle[4]. Gustave Chaix d'Est-Ange rapporte ceci : "Gaspard de Barral, avocat au parlement de Grenoble, (…), fut anobli en octobre 1643 par lettres patentes enregistrées au parlement de Grenoble en juillet 1645, en considération de ses mérites, de ses emplois, des alliances que lui et ses prédécesseurs avaient contractées avec des familles nobles et de la mission dont il avait été chargé auprès du Pape Grégoire XV pour le complimenter de la conversion du connétable de Lesdiguières."[4] Gustave Chaix d'Est-Ange ajoute que la famille de Barral est l'une des familles les plus distinguées de la noblesse de robe du Dauphiné. Cependant, cette interprétation de Chaix d'Est-Ange n'est pas sourcée et semble incohérente avec les eus et coutumes de l'époque : Gaspard de Barral est en effet maître des requêtes de la reine-mère Anne d'Autriche, et se marie à Hélène de Chaste de Clermont-Gessan - alors famille "souveraine dans ses terres", de la maison de Clermont-Tonnerre, famille de pair de France, connétable et grand-maître héréditaire de Dauphiné. Compte tenu des eus et coutumes de l'époque, il est peu probable qu'une telle alliance eut pu avoir lieu si la famille de Barral n'avait été de vieille noblesse. Les écrits de Gustave Chaix d'Est-Ange semblent donc incohérents et discutables à cet égard.

Le Nobiliaire Universel de France clarifie les liens entre la branche de Louis de Barral, ou Louis Barral, à la branche de Jean et Guigues de Barral précitée, en mentionnant : " Jean de Barral, frère de Guigues. Le dauphin leur inféoda, au mois d'octobre 1323, le droit de picot ou vingtain. Ils transigèrent, le 5 juin 1328, avec d'autres nobles de la vallée d'Allevard, et firent, le 4 septembre de la même année, à Guigues de la Roche, un albergement : le dauphin Humbert leur accorda, le 10 décembre 1337, ainsi qu'à d'autres nobles, des franchises dans le mandement d'Allevard". Ce même Nobiliaire reprend ainsi la filiation depuis Jean de Barral jusqu'à Louis de Barral. C'est également le cas du Dictionnaire de la noblesse : contenant les généalogies, l'histoire et la chronologie des familles nobles de France.

### La «saga» des comtes et marquis de Barral, seigneurs d'Allevard et maîtres de forges de grand renom
La famille de Barral, influente et puissante, car apparentée aux Ponat, Virieu et Tencin, richement établie dans le Voironnais et à Saint-Aupre, avait compté autrefois parmi ses ancêtres les seigneurs de la Tour du Treuil et les mistraux d'Allevard dès le XIIIe siècle. La branche aînée étant tombée en quenouille au XVIe siècle, elle en serait l'une des branches cadettes.
Sous François de Barral de Clermont (1625-1699), époux de Louise de Tencin, apparenté par sa mère aux Clermont-Chaste et neveu d'Annet de Clermont-Gessan, grand-maître de l'ordre de Saint-Jean de Jérusalem, de grands travaux sont entrepris dans la petite ville fortifiée d'Allevard alors très malsaine.
La construction du premier pont de pierre date de 1688, la réfection de l'ancienne église et le réaménagement de l'ancien château sont réalisés entre 1692 et 1693. La première ouverture du rempart au sud de la cité suivra.
Il acquiert ensuite les titres de seigneur d’Allevard, la Ferrière, Pinsot, Saint-Pierre, le Bellier (près de Saint-Aupre), la Bâtie d’Arvillard ainsi que les terres minières, les forêts et les fourneaux travaillant sur ces minerais. Grâce à ses liens avec les Tencin dont ses mines alimentent le fourneau de Lancey, François bénéficie, en juillet 1695, d’un arrêt du Conseil du Roy exemptant de péage les mines à destination de Lancey et Saint Gervais. François de Barral de Clermont, oncle des célèbres Tencin, décède, doyen du Parlement de Grenoble, en 1699.
Son fils Joseph met ses pas dans ceux de ses ancêtres et achète en 1708, sur résignation de son oncle Tencin un office de Président au Parlement de Grenoble. Il convole à Paris en 1709 avec une demoiselle Blondel de Sissonne dont le père est sous les ordres du marquis de Torcy, fils du frère du grand Colbert. Enfin, il augmente ses domaines et la capacité de son fourneau aux dépens des derniers tenanciers indépendants. Président au Parlement de Grenoble, Joseph de Barral, seigneur d'Allevard, commandant en chef pour le roi en Dauphiné, ayant, sur les conseils des Tencin, largement profité du « sistème » de John Law… et de sa chute, est l'homme le plus riche de la province. Il aura, outre l'« avare atroce » Jean-Baptiste, treize autres enfants légitimes, dont les évêques de Castres (Jean-Sébastien) et de Troyes (Claude-Mathias) et le conseiller Charles Gabriel Justin de Barral de Rochechinard, lui-même père du général André Horace François de Barral de Rochechinard, époux d'Anne, fille de Fanny de Beauharnais et tante de Stéphanie de Beauharnais, grande-duchesse de Bade. Par cette dernière alliance, les Barral d'Allevard vont cousiner au XIXe siècle avec une reine du Portugal, un roi de Roumanie et le roi des Belges et, indirectement, avec les familles régnantes de Russie, de Prusse et de Suède. Le conseiller de Barral de Rochechinard est également le père de Louis-Mathias de Barral, archevêque de Tours, premier aumônier de l'impératrice Joséphine et l'un des plus grands prélats du Premier Empire, et du président Joseph Marie de Barral de Montferrat, dernier marquis de Groslée et maire de Grenoble sous la Révolution.
Un enfant naturel de Joseph de Barral, seigneur d'Allevard et marquis de la Bâtie d'Arvillard, sera la tige de la famille savoyarde puis italienne et de nouveau française des Barral de Montauvrard, industriels en marbres de Carrare, bientôt apparentés au Premier ministre italien, le marquis Starraba di Rudini.
En 1739, la terre de la Bâtie d'Arvillard a été élevée en marquisat au bénéfice de Joseph de Barral (1677-1749), fils de François et père de Jean-Baptiste, seigneur d'Allevard, maître de forges, cousin germain du cardinal de Tencin, beau-frère du richissime ministre et diplomate Louis-Augustin Blondel de Gagny. Joseph de Barral se trouvait, en outre, apparenté du fait de son épouse, née Marie Françoise Blondel de Sissonne d'une famille picarde et champenoise, à la famille de Colbert et à celles des ministres Michel Chamillart et Nicolas Desmarets. Marie-Françoise de Barral, par ailleurs, était cousine germaine de Nicole Charlotte Choderlos de Laclos et de Charles Gaspard Guillaume de Vintimille du Luc, dit « Ventremille », très « opulent » duc de Saint-Cloud et archevêque de Paris.
En 1751, le roi érigera la terre d'Allevard et son mandement, sous le nom de comté de Barral, en seigneurie incommutable au profit de Jean-Baptiste de Barral (1709-1785), petit-fils de François et président à mortier au Parlement, époux de Marie Antoinette Charlotte de Chaumont-Quitry, descendante du roi capétien Henri Ier, cousine des Montesquiou, d'Artagnan, des ducs de Caumont La Force, Lauzun et Nompar de Caumont et - par alliance avec Charles Le Normant d'Etioles, époux de la favorite royale - de madame de Pompadour.
Sœur cadette de madame de Barral, Anne, épouse de l'amiral Claude Regnard de Fuchsemberg, marquis d'Amblimont, surnommée par la maîtresse du roi « la petite chatte », restera avec madame d'Estrades et jusqu'à sa mort (1764) l'une des plus fidèles confidentes de la marquise. Jean-Baptiste (fils de Joseph), seigneur d'Allevard, cet « avare atroce, terreur de la gent domestique et des Allevardins à qui il réclamait le règlement des impôts arriérés depuis le… XIIIe siècle », était bien connu de Voltaire qui le rencontra et lui offrit l'hospitalité « sans espoir de retour » en 1757 aux Délices à Genève… non sans avoir consacré à l'épouse du grigou - supposée à juste titre très influente auprès de la puissante marquise de Pompadour lors de la guerre de Sept Ans - notre dame d'Allevard si belle et si bonne - par ailleurs proche parente des « chers anges » et amis d'enfance du philosophe, Charles-Augustin de Ferriol d'Argental et Antoine de Fériol de Pont-de-Veyle dont la mère était une Tencin - ce charmant épigramme :
Les malins qu'Ignace engendra

Ces raisonneurs de Jansénistes,

Et leurs cousins les Calvinistes,

Se disputent à qui l'aura.

Les Grâces dont elle est l'ouvrage,

Disent : « elle est notre partage

Et c'est à nous qu'elle restera »
Pierre-François Paulin de Barral, son petit-fils (1745-1822), très « librement » élevé par son précepteur, collaborateur de l'Encyclopédie, l'abbé de Valmont, sera le dernier seigneur d'Allevard et de Jaligny en Bourbonnais. Ce fils de Jean-Baptiste, d'abord destiné à l'Église puis relevé de ses vœux à la mort de son frère aîné, Armand, deviendra mousquetaire du roi à quinze ans, puis colonel des Grenadiers royaux et gouverneur de la ville de Vienne.
Marié à Versailles à dix-huit ans avec une riche héritière du Bourbonnais, Marie-Séraphine Guillaud de la Motte, en ayant le roi Louis XV, la reine Marie Leczinska et madame de Pompadour comme témoins, Paulin, comte d'Allevard et comte de Barral, « mauvais garçon caractérisé », très tôt exilé de la cour à la suite d'un scandale de mœurs, cultivé et plein d'humour, qui écrivait à son père, l'effroyable avare : « Ne nous quittons plus, cher papa, vous aimez gagner de l'argent, j'adore le dépenser. Nous sommes faits pour nous entendre ! », s'est avéré comme étant ce libertin fameux dont Stendhal nous affirme qu'il « mettait sa gloire à être l'amant de toutes les filles du pays ». Tout Allevard écrivait-il, « gardait le souvenir de cet homme aimable ». Du fait de ses ruineuses débauches et toujours impécunieux, « l'aimable » Paulin, baron d'Empire, président « scandaleux et perdu de réputation » (selon Champollion-Figeac) du collège électoral de l'Isère, protégé car cousin proche de l'impératrice Joséphine de Beauharnais et chambellan de Jérôme Bonaparte, roi de Westphalie, vendra à perte son château et ses usines en 1817 à A.B Champel.

### Rôle sous l'Empire auXIXesiècle
La famille de Barral, alliée aux Clermont, Tencin, Blondel, Chaumont Quitry aux XVIIe et XVIIIe siècles, est particulièrement connue pour sa proximité avec les familles princières pendant les règnes de Napoléon Ier et Napoléon III, du fait d'une alliance entre le Vicomte Horace de Barral et Anne-Amédée de Beauharnais, cousine par alliance de l'Impératrice Joséphine et ainsi tante de la princesse Stéphanie de Bade et d'Eugène de Beauharnais, duc de Leuchtenberg, prince d'Eichstadt. Par cette dernière alliance, les Barral vont cousiner au XIXe siècle avec une reine du Portugal, un roi de Roumanie et le roi des Belges et, indirectement, avec les familles régnantes de Russie, de Prusse et de Suède. 
L'Empereur confia de plus à Louis-Mathias de Barral, archevêque de Tours et aumônier de l'impératrice Joséphine, toutes ses négociations délicates avec le Pape et c'est ce même Barral qui prononça l'oraison funèbre de l'Impératrice Joséphine. Napoléon Ier qualifiait l'archevêque "d'homme de grande instruction".

## Personnalités
des militaires :
- un grand nombre d'officiers généraux d'ancien régime et d'Empire dont André Horace François de Barral de Rochechinard, maréchal des camps et armées du roi, chevalier de l'ordre royal et militaire de Saint-Louis, général et préfet du Cher, époux d'Anne Amédée de Beauharnais.
- des capitaines châtelains de Voiron
- un capitaine et major de la ville de Metz
- un gouverneur du château d'Entremont pour le roi Louis XIII
- un gouverneur du château de Culan pour le roi Louis XIV, tué au siège de Montrond
- Napoléon Paul de Barral (1806-1850), général, mort pour la France dans le village d'Amsiouène à Beni-Immel en 1850 en Algérie.

des maîtres de forges aux XVIIe et XVIIIe siècles :
- François de Barral de Clermont, seigneur d'Allevard, conseiller au Parlement de Grenoble,
- Joseph de Barral de Clermont, marquis de la Bâtie d'Arvillard et seigneur d'Allevard, président au Parlement de Dauphiné, fils du précédent.
- Jean-Baptiste François de Barral, marquis de la Bâtie d'Arvillard et comte d'Allevard, président au Parlement de Dauphiné, fils du précédent

des hommes politiques et diplomates :
- trois présidents au parlement de Grenoble, et plusieurs conseillers en la même cour souveraine
- des sénateurs et députés sous le Second Empire et la République
- plusieurs préfets sous le Second Empire et la République
- Joseph Marie de Barral, marquis de Montferrat (1742-1829), maire de Grenoble
- Octave de Barral (1877-1915), royaliste et homme de lettres du début du XXe siècle, mort pour la France et cité à l'ordre de l'armée

des ecclésiastiques parmi lesquels :
- Claude Mathias (1714-1803) évêque de Troyes (1761-1791)
- Jean-Sébastien, comte de Barral (1710-1773), évêque de Castres (1752-1773)
- Louis-Mathias de Barral (1746-1816), archevêque de Tours, pair de France
- Justine Augustine de Barral, fondatrice du Couvent de la Présentation à Castres

une maîtresse impériale :
- Luísa Margarida de Barros Portugal (1816-1891), épouse d'Eugène de Barral, amie de la princesse Mathilde, femme de lettres brésilienne et amour platonique supposé de l'empereur Pierre II du Brésil

un libertin :
- Paulin de Barral (1745-1822)

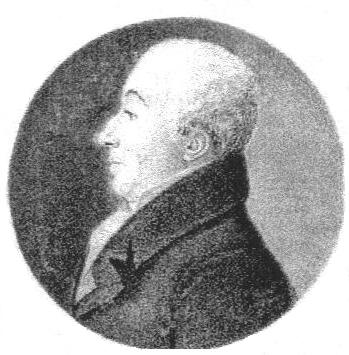
Joseph Marie de Barral
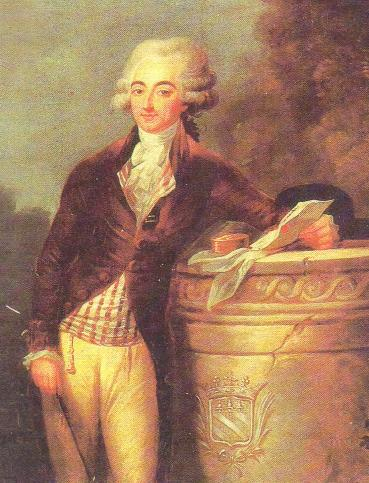
Paulin de Barral
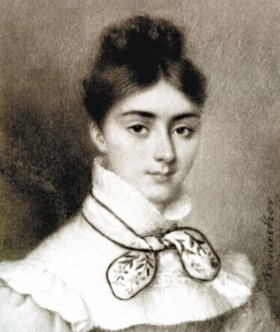
Luisa Margarida de Barros Portugal, épouse d'Eugène de Barral
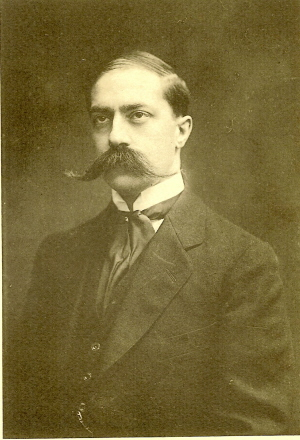
Octave de Barral

## Titres de noblesse
- marquis, comte, vicomte et baron de Barral
- marquis de la Bastie d'Arvillard
- marquis de Montferrat
- comte d'Allevard
- baron de la Roche-Commiers

Le marquisat de la Bastie d'Arvillard fut érigé au mois d'août 1739; celui de Montferrat, au mois d'avril 1750; le comté d'Allevard, au mois de juillet 1751, et la baronnie de Roche-Commiers, au mois de mars 1755.

## Armes
| Image | Armoiries |
| ----- | --- |
|       | Armes de la famille de Barral Les Barral "anciens", seigneurs de la Tour du Treuil, portaient "d'or à trois barraux (barils) de sable".[réf. nécessaire] Armes parlantes. De gueules, à trois bandes d'argent. SupportsDeux licornes au naturel. Elles proviennent de la famille de Chambarran, gentilshommes-verriers, tombée en quenouille dans la famille de Barral. On trouve aussiÉcartelé: au 1, d'or, à trois barils de sable, rehaussés d'or; au 2, de gueules, à trois bandes d'argent; au 3, fascé d'argent et de gueules, de huit pièces; au 4, d'azur, à trois léopards d'or, armés et lampassés de gueules, l'un sur l'autre. |
|       | Barral de Montouvrard (branche naturelle) De gueules, à trois bandes d'argent, au chef du même, ch. de trois cloches d'azur, bataillées d'or. Couronne de comte ou de marquis. Devise« SIC PERSONAT VIRTUS. » Les cloches feraient référence aux trois paroisses qui étaient sous sa juridiction. |
|       | Barral de Montferrat Parti: au 1, de gueules, à trois bandes d'argent; au 2, d'or au lion de gueules surmonté d'un croissant versé du même, au chef d'azur chargé de trois couronnes d'argent. SupportsUne licorne et un lévrier colleté. |
|       | François de Barral Écartelé : aux I et IV, de gueules à trois bandes d'argent, au chef du même chargé d'une cloche d'azur ; aux II et III, de gueules à deux clés passées en sautoir, surmontées d'un croissant, le tout d'argent |
|       | Joseph Marie de Barral (Grenoble, 21 mars 1742 - Grenoble, 14 juin 1828), député de l'Isère au corps législatif (1800-1814), premier président à la Cour d'appel de Grenoble, chevalier Barral et de l'Empire (à la suite du décret le nommant membre de la Légion d'honneur en date du 25 prairial an XII, lettres patentes signées à Bayonne en mai 1808), Tiercé [ajouté en fasce] d'or, de gueules et d'argent, l'or chargé de trois cloches d'azur posées en fasce ; le gueules chargé de la croix de la Légion d'honneur en date ; l'argent chargé de trois bandes de gueules.                                                       |
|       | André Horace François de Barral de Rochechinard (1743-1820), général de brigade, préfet du Cher, baron Barral et de l'Empire (décret du 15 août 1809, lettres patentes signées à Paris à 31 janvier 1810), officier de la Légion d'honneur (5 juillet 1804), Écartelé au premier et quatrième de gueules à trois bandes d'argent ; au deuxième et troisième d'argent à la fasce de sable surmontée de trois merlettes en fasce du même ; franc quartier des barons préfets, brochant sur le tout. |
|       | Paulin de Barral (Paris, Saint-Sulpice), 30 décembre 1745 - 1822), chambellan du roi de Westphalie, baron Barral et de l'Empire (décret du 15 août 1809, lettres patentes signées à Paris à 31 janvier 1810), Écartelé au premier d'or à trois cuirasses de sable rehaussées du champ, au deuxième des barons officiers des maisons des princes de notre famille, au troisième burelé d'argent et de gueules de huit pièces, au quatrième d'azur à trois léopards d'or l'un sur l'autre ; armés et lampassés de gueules, sur le tout de gueules à trois bandes d'argent.                                                                   |
|       | Louis-Mathias de Barral (26 avril 1746 - Grenoble ✝ 7 juin 1816 - Paris), archevêque de Tours (1805-1815), sénateur (20 mai 1806), comte de Barral et de l'Empire lettres patentes de 11 août 1808, Nantes), officier (1804) puis commandant de la Légion d'honneur (30 juin 1810), grand-croix de l'ordre de la Réunion (1813), Écartelé ; au premier des comtes-sénateurs ; au deuxième, d'or à trois cloches d'azur rangées en fasce ; au troisième d'argent à trois bandes de gueules ; au quatrième, de sinople à la croix pattée d'or.                                                                                               |

## Alliances
Les principales alliances de la famille de Barral sont : de Beauharnais, de Beaufranchet, de Chaumont-Quitry, de Clermont-Tonnerre, de Dreüille, de Tencin, Blondel de Sissonne.